# Nana (film 2005)
Nana (jap. ナナ) – japoński film z 2005 roku na podstawie mangi o tym samym tytule. Za reżyserię odpowiadał Kentarō Ōtani, scenariusz napisali Ōtani i Taeko Asano, a muzykę skomponował Tadashi Ueda. Premiera w japońskich kinach odbyła się 3 września 2005, a dystrybucją zajęło się Tōhō.
W 2006 roku premierę miał sequel filmu zatytułowany Nana 2.

## Fabuła
Film opowiada o relacji między dwiema młodymi kobietami, które noszą to samo imię – Nana. Mimo że mają identyczne imiona, ich życie jest zupełnie różne. Jedna z nich, Nana Osaki (Mika Nakashima), to ambitna punkowa wokalistka, która marzy o podbiciu świata rocka, podczas gdy druga, Nana „Hachi” Komatsu (Aoi Miyazaki), pragnie jedynie nowego życia u boku swojego chłopaka, Shojiego Endo (Yūta Hiraoka). Po przeprowadzce do Tokio, by realizować swoje marzenia, ich życie diametralnie się zmienia po spotkaniu ze sobą.

## Obsada
Opracowano na podstawie źródła.
- Mika Nakashima – Nana Osaki
- Aoi Miyazaki – Nana „Hachi” Komatsu
- Hiroki Narimiya – Nobuo Terashima
- Ken’ichi Matsuyama – Shin
- Ryūhei Matsuda – Ren Honjo
- Yuna Itō – Reira Serizawa
- Saeko – Sachiko
- Momosuke Mizutani – Naoki
- Anna Nose – Junko
- Takehisa Takayama – Kyosuke
- Tomomi Maruyama – Yasu
- Tetsuji Tamayama – Takumi
- Yūta Hiraoka – Shoji Endo